# Sarkasme
 Denne artikel bør gennemlæses af en person med fagkendskab for at sikre den faglige korrekthed.
    Denne artikel modsiger sig selv jf. diskussionssiden.

Sarkasme (af sengræsk sarkasmos = sønderrive kød) er hånlige eller spydige bemærkninger i en (som regel tilsigtet) mere eller mindre humoristisk form.
Ofte kan det være vanskeligt at skelne mellem sarkasme og ironi, men sarkasme vil oftest være rettet mod en person og beregnet på at håne eller ydmyge personen.[kilde mangler] Sarkasme behøver dog ikke nødvendigvis at indbefatte ironi, men kan også rumme f.eks. underdrivelse og kan være beslægtet med satire.[kilde mangler]
Nogle sarkastiske ytringer er opbygget med et positivt udtryk stillet overfor en negativ situation, for eksempel, "Jeg er så glad for at min mor vækkede mig med støvsugeren".
Det kan være vanskeligt at forstå sarkasme, da man skal sammenholde ordenes betydning med en fortolkning af talerens intentioner. Specielt børn og i særdeleshed personer med autismespektrumsforstyrrelse eller hjerneskade forstår ikke sarkasme.
Sarkasme er sædvanligvis karakteriseret ved, at der indgår to personer i den: Den sarkastiske og offeret. (I ironi er der tale om 3 poler/aktører: Ironikeren, offeret og tilhørerne. Uden tilhørere, - ingen ironi. Eksemplet med støvsugning ovenfor er ironi: Offeret er moderen, som støvsuger, aktøren er den fortællende og tilhørerne er de, som episoden berettes for. Uden disse tilhørere, var der ingen situation.

## Eksterne kilder
1. ↑  Ordnet.dk
2. ↑  Ellen Riloff og andre (2013). "Sarcasm as Contrast between a Positive Sentiment and Negative Situation" (PDF). Arkiveret fra originalen (PDF) 19. august 2019. Hentet 24. september 2013. {{cite journal}}: Cite journal kræver |journal= (hjælp)
3. ↑  "Center for Autisme undersøger vanskeligheder med at forstå sarkasme". Arkiveret fra originalen 20. marts 2015. Hentet 1. januar 2013.

- Ironi eller sarkasme fra Spørgehjørnet dr.dk